# Ichtijar ad-Din Hasan ibn Ghafras
Ichtijar ad-Din Hasan ibn Ghafras (zm. 1192) – wielki wezyr Sułtanatu Seldżuków w Anatolii za panowania sułtana Kilidża Arslana II (1156–1192). 

## Życiorys
Był członkiem bizantyńskiej rodziny Gabrasów, jednocześnie kuzynem Manuela I Komnena. Piastował stanowisko ambasadora Seldżuków przy Manuelu I Komnenie w dobie bitwy pod Myriokefalon. W 1180 prowadził negocjacje z Saladynem. 